# Luci Hostili Cató
Luci Hostili Cató (en llatí Lucius Hostilius Cato) va ser un magistrat romà del segles III i II aC. Formava part de la gens Hostília, que es deien descendents de Tul·li Hostili.
Va ser nomenat pel senat un dels comissionats per restaurar i repartir les terres del Samni i la Pulla devastades per Hanníbal després del 201 aC, segurament amb el títol de Triumvir agro dando.
Després va ser llegat de Luci Escipió Asiàtic a la guerra contra el selèucida Antíoc III el Gran l'any 190 aC, i igual que el seu germà Aule Hostili Cató va ser acusat de rebre suborns del rei selèucida. A diferència del seu germà que no es va presentar al judici, Luci va comparèixer i va ser jutjat, però absolt.